# Anthracothorax nigricollis
Anthracothorax nigricollis là một loài chim trong họ Trochilidae.

## Hình ảnh

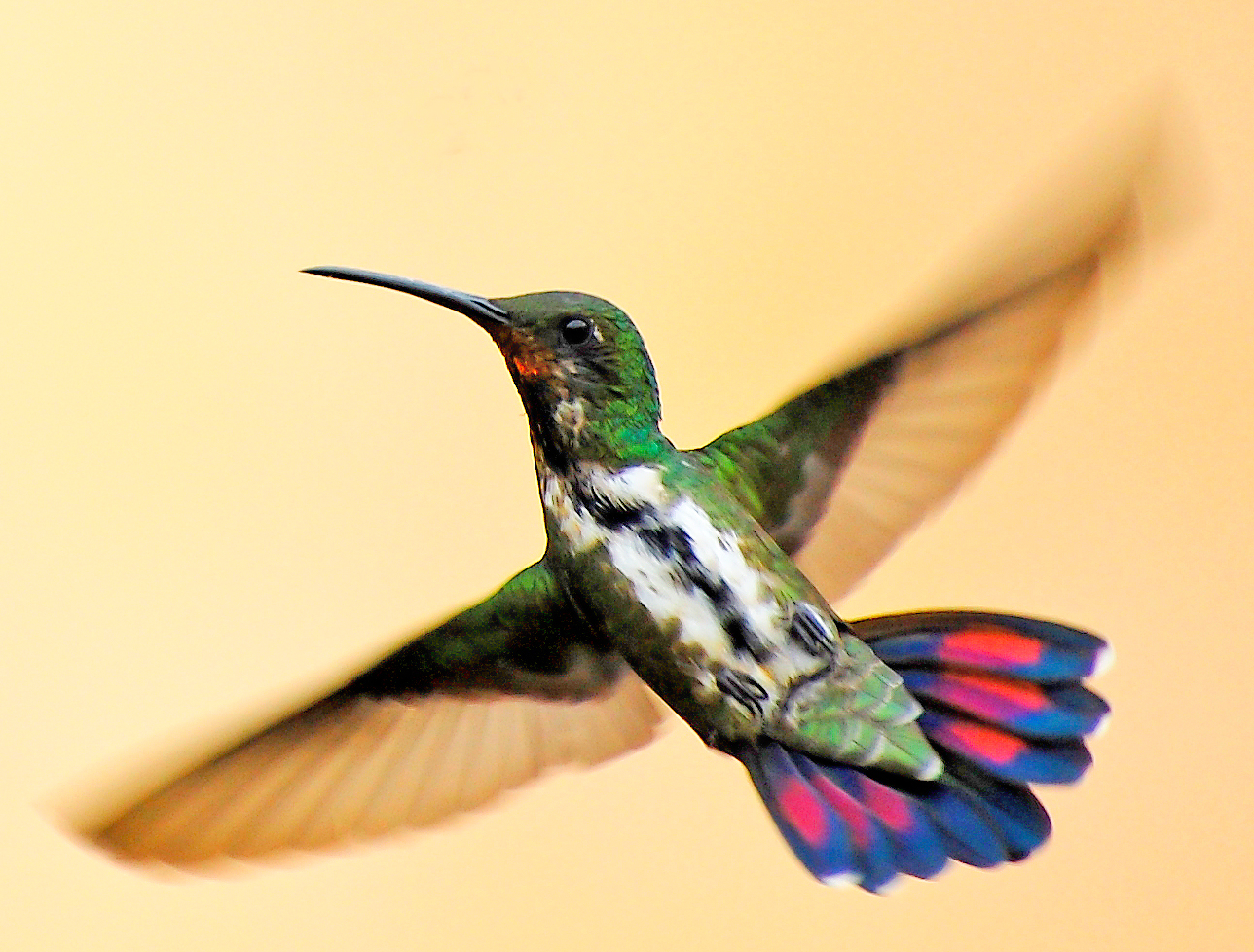
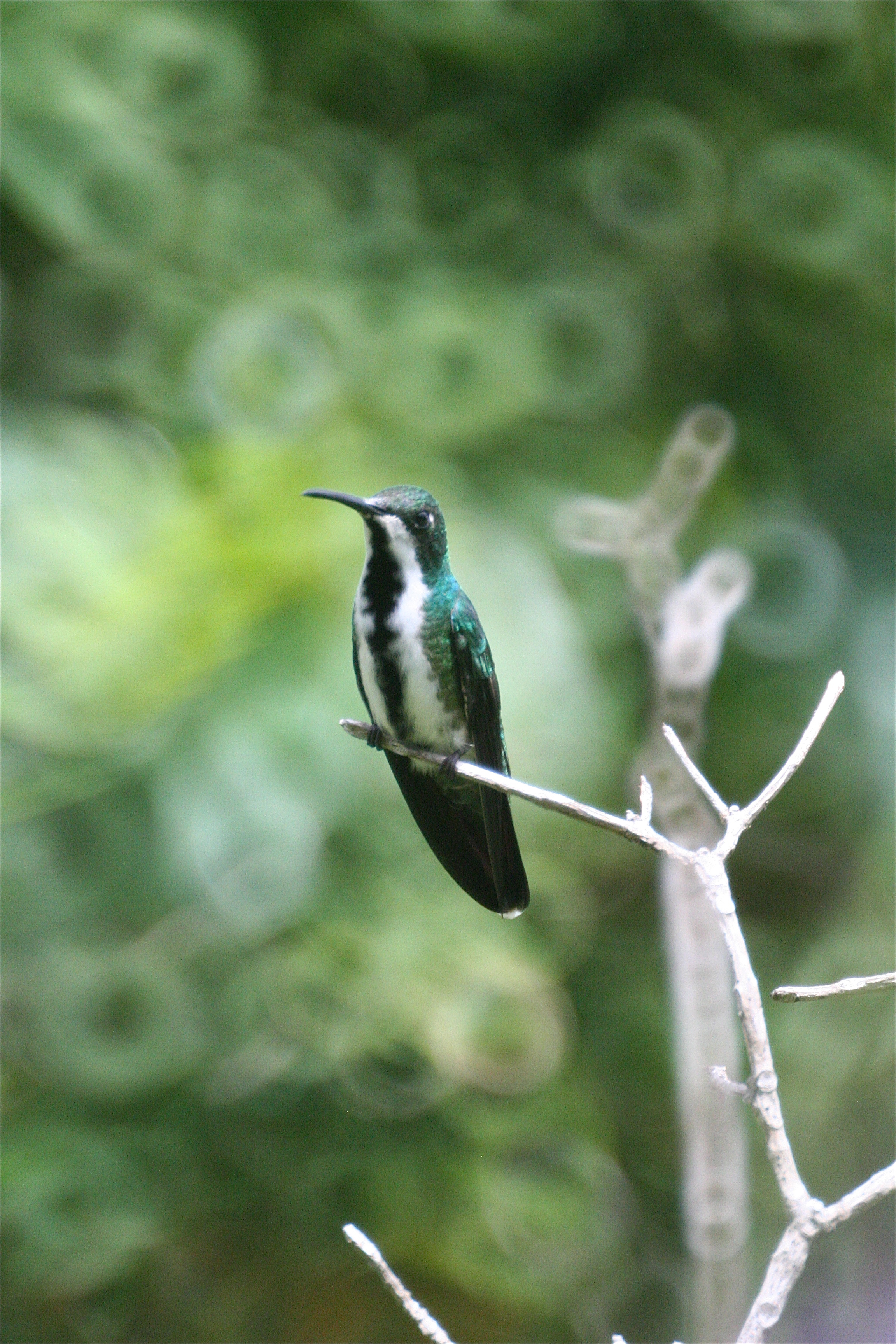
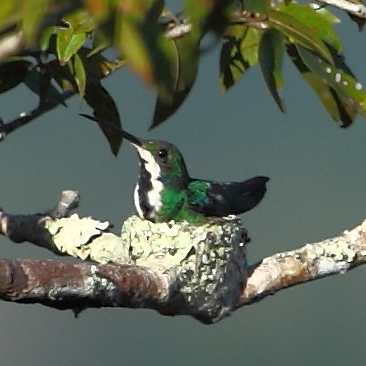